# Радио Милева
Радио Милева је  српска хумористичка телевизијска серија. Од 9. марта 2021. се емитује на РТС 1. Серија се такође емитује у Босни и Херцеговини, Хрватској и у Бугарској (Съседката Милева).

## Радња
Комедија „Радио Милева” прати свакодневицу Милеве, Наталије и Соње, три генерације породице Мајсторовић које живе под истим кровом. 
Милева је глава куће, све зна, све уме и у све се разуме. Пензионерка која је радни век провела у улози секретарице председника Општине на шта је изузетно поносна. Самоуверена, енергична, намазана, жена која има све информације, жена за све времена, сналажљива и оштроумна. 
Ћерка Наталија је њен антипод. Професор српског језика и књижевности у Математичкој гимназији. Одмерена, уравнотежена, рационална, а по мишљењу њене мајке, пре свега, неуспешна жена, јер нема емотивног партнера, ради за мале паре у школи где нема ни пун фонд часова.
Наталију је одмах након рођења њене ћерке, Соње, још пре 15 година, оставио муж, за кога је Милева говорила да је швалераш и луфтигуз. Пошто је са Наталијом очигледно негде погрешила, Милева је одлучна да унуку Соњу "узме под своје" како би од ње направила своју доследну наследницу, чему се Наталија свим силама противи. 
Соња је лош ђак, немотивисана по питању школе, али опчињена друштвеним мрежама и савременом технологијом у којој види своју светлу будућност. Баба Милева је апсолутно у томе подржава и њих две чине фантастичан тим у вечитом сукобу са смерном Наталијом која искрено верује да пречица до успеха не постоји.
Милева није ауторитет само у оквирима своје породице већ и у читавој згради која је прави космос у малом са читавом лепезом живописних карактера из чијих супротности проистичу духовити заплети и изненадни обрти. 
Полицајац у пензији у звању управника зграде Стеван Лисичић и његова жена Марта, брачни пар Марић који чине неуропсихијатар Сава и докторка пластичне хирургије Викторија, сликар Леон, студенти Петар и Гаврило, доброћудни мајстор Моца и његова „зла” жена Жана, оперски певач Живорад, песник и шумарски инжењер Раде, посесивна мајка Цвета и њен увелико одрасли син Микица, само су неки од урнебесних карактера који свакодневно дефилују кроз Милевин живот, а богами и она кроз њихов. 
За многе од њих постојање без Милеве је незамисливо, а неки знају да би без Милеве једноставно све било досадно. У склопу зграде, која је прави амалгам различитих карактера, налази се и кафић „Таволино” у власништву старог београдског фрајера Даче и фризерски салон који држи борбена и непосредна Јеца из Калуђерице.
Радио Милева је жива, лака, једноставна и динамична комедија која се бави темама као што су несклад међу генерацијама, сукоб различитих нарави и преплитањем ситуационе и вербалне комике, писана, пре свега, да се онај ко је гледа осећа добро. 
Комедија која не вређа никога и бави се проблемима обичних људи из свакодневног живота. Створена са идејом да изазове искрен смех, позитивне емоције, препознавање и да врати стари сјај породичне комедиографске серије на мале екране.

## Улоге

### Главне
- Олга Одановић као Милева Мајсторовић
- Марија Вицковић као Наталија Мајсторовић
- Крис Гаврић као Соња Мајсторовић
- Дара Џокић као Цвета Калуђеровић
- Бранимир Брстина као Стеван Лисичић
- Јована Гавриловић као Сара
- Никола Којо као Дача
- Анђелка Стевић Жугић као Јеца
- Марко Гверо као Момчило “Моца” Петронијевић
- Бојан Димитријевић као Радослав “Раде” Слабинац
- Немања Оливерић као Леон Батина
- Ненад Стојменовић као Микица Калуђеровић
- Бранка Шелић као Марта Лисичић
- Анђела Јовановић као Милена Тошић “Цока”
- Немања Јаничић као Дане
- Светозар Цветковић као Сава Марић
- Анастасија Ања Мандић као Викторија Марић
- Мирјана Ђурђевић као Жана Петронијевић
- Бојан Жировић као Василије “Васа” Слабинац
- Дубравка Дракић као Верослава “Верка” Јошић

### Епизодне улоге
| Глумац                               | Улога                                     |
| ------------------------------------ | ----------------------------------------- |
| Александар Ристоски                  | Коста Петронијевић                        |
| Ђорђе Стојковић                      | Гаврило Пиштољевић                        |
| Филип Ђуретић                        | Петар                                     |
| Тихомир Станић                       | Живорад Ћук                               |
| Слободан Бода Нинковић               | Мића                                      |
| Бранислав Зеремски                   | Сића                                      |
| Митар Милићевић                      | Звонко                                    |
| Нина Нешковић                        | Суки                                      |
| Катарина Радивојевић                 | Мирела                                    |
| Милена Васић Ражнатовић              | Магдалена                                 |
| Ивана Шћепановић                     | Ратка Петронијевић                        |
| Јово Максић                          | Срећко                                    |
| Андрија Кузмановић                   | Филип Матејић “Лепи Мата”                 |
| Бора Ненић                           | Велизар                                   |
| Ненад Јездић                         | Ђока “Принц”                              |
| Милутин Мима Караџић                 | Љубиша Пљук                               |
| Иван Зарић                           | Јанко                                     |
| Ђорђе Митровић                       | Мирко                                     |
| Андреј Шепетковски                   | Марио                                     |
| Сташа Николић                        | Лена Јакшић                               |
| Јелена Јовичић                       | Силвија                                   |
| Раде Ћосић                           | Срђан                                     |
| Јелена Гавриловић                    | Звездана                                  |
| Александар Ђурица                    | Симон                                     |
| Тања Пјевац                          | Лаура                                     |
| Јелена Ступљанин                     | Верица                                    |
| Љиљана Стјепановић Јасмина Аврамовић | Милијана Павловић “Мис старе Југославије” |
| Слободан Стефановић                  | Вук Вуковић                               |
| Нада Абрус                           | Невена Курјачки                           |
| Аљоша Вучковић                       | Невен Курјачки                            |
| Милош Влалукин                       | Милош                                     |
| Јована Стипић                        | Марија                                    |
| Милена Живановић                     | Јана                                      |
| Јелена Ракочевић                     | Кристина Пајкић                           |
| Марко Тодоровић                      | Стевица                                   |
| Даница Максимовић                    | Кристина Батина                           |
| Ненад Ћирић                          | Рузмарин Батина                           |
| Теодора Ристовски                    | Глорија                                   |
| Мина Ненадовић                       | Леа Јовановић                             |
| Анка Гаћеша Костић                   | Владислава                                |
| Гордан Кичић                         | Нинослав Курјачки                         |
| Ненад Хераковић                      | Раца                                      |
| Маја Манџука                         | Селена                                    |
| Славиша Чуровић                      | Благоје                                   |
| Ања Алач                             | Дирјана                                   |
| Горица Регодић                       | Гига                                      |
| Ленка Петровић                       | Ђина                                      |
| Андреа Ржаничанин                    | Каћа                                      |
| Феђа Стојановић                      | Браца                                     |
| Предраг Бјелац                       | Карло Гузовић                             |
| Јелица Ковачевић                     | Нела Гузовић                              |
| Софија Јуричан                       | Кошута                                    |
| Милица Јанкетић                      | Ивана                                     |
| Гордана Пауновић                     | Каја                                      |
| Миљана Кравић                        | Стела                                     |
| Милош Мацура                         | Кеца                                      |
| Тамара Радовановић                   | Јулија                                    |
| Ања Мит                              | Мима                                      |
| Марија Опсеница                      | Елеонора                                  |
| Небојша Миловановић                  | Баја                                      |
| Борис Комненић                       | Милентије Француски                       |
| Јелена Ђукић                         | Црна удовица / Стела                      |
| Младен Совиљ                         | адвокат Анђело Гузовић                    |
| Стефан Радоњић                       | Ливије Бабић                              |
| Дуња Стојановић                      | Биљана                                    |
| Рада Ђуричин                         | Белинда Мајсторовић “тетка Бања”          |
| Тамара Алексић                       | Карла                                     |
| Јелица Сретеновић                    | Споменка                                  |
| Душан Радовић                        | Анђелко                                   |
| Бојана Ђурашковић                    | Анастасија                                |
| Љубинка Кларић                       | Анђелка Рафаиловић                        |
| Јелена Пузић                         | Вишња                                     |
| Борка Томовић                        | Јелица                                    |
| Стефан Бузуровић                     | Тео                                       |
| Небојша Кундачина                    | Пјер Пјевац                               |
| Милица Томашевић                     | Лола                                      |
| Милан Калинић                        | Чоко Моко                                 |
| Бранка Пујић                         | Дуда Рагуж                                |
| Ивана Дудић                          | Мима                                      |
| Јаков Јевтовић                       | Мики                                      |
| Матеја Поповић                       | Лука                                      |
| Михаела Стаменковић                  | Олга                                      |
| Милан Чучиловић                      | Виљушка                                   |
| Љубиша Милишић                       | Бане Нога                                 |
| Бранко Видаковић                     | Клаудије                                  |
| Жарко Степанов                       | фотограф Глиша                            |
| Горан Шушљик                         | Смрт                                      |
| Душан Ашковић                        | Иван / судија Јазавац                     |
| Анђелика Симић                       | Снежана Апостоловић Хаџи-Теодосијевић     |
| Тамара Шустић                        | Нина                                      |
| Небојша Рако                         | Миланче                                   |
| Сава Ракић                           | професор Лешина                           |
| Бојан Јовин                          | Гиле                                      |
| Марија Вељковић                      | Инес                                      |
| Александар Тадић                     | господин Харалампије                      |
| Магдалена Мијатовић                  | Душица                                    |
| Милорад Радевић                      | Стамен Трајковић                          |
| Јован Јелисавчић                     | Филип                                     |
| Ивана Вукчевић                       | Ружа                                      |
| Милица Давидовић                     | Катарина                                  |
| Предраг Смиљковић                    | Захарије Хаџи-Милентијевић                |
| Предраг Грбић                        | Франсоа / Жилијен                         |
| Александар Гајин                     | Александар “Аца Фаца”                     |
| Милош Ђорђевић                       | Киза Кизаки                               |
| Андрија Никчевић                     | Давид                                     |
| Ирфан Менсур                         | Ера                                       |
| Иван Зекић                           | Славољуб Бечки                            |
| Радован Вујовић                      | Бели                                      |
| Даница Тодоровић                     | Јулка                                     |
| Исидора Минић                        | Лаура                                     |
| Борис Пинговић                       | Вуксан                                    |
| Мирка Васиљевић                      | Тања Сакић                                |
| Нина Рукавина                        | Анастасија                                |
| Сашко Кочев                          | Буги                                      |
| Радослав “Рале” Миленковић           | Миливоје                                  |
| Јасминка Хоџић                       | Ана Шипка                                 |
| Драгана Мићаловић                    | Јована                                    |
| Миљан Прљета                         | Оливер                                    |
| Лако Николић                         | Зоран Карајовић                           |
| Митра Младеновић                     | Кока                                      |
| Јово Радовановић                     | Макарије Кобац                            |
| Бојана Ковачевић                     | Виолета                                   |
| Тијана Марковић                      | Љубинка Јевтић                            |
| Горица Поповић                       | Босиљка Јевтић                            |
| Амар Ћоровић                         | Славиша Јошић                             |
| Ђуро Брстина                         | Иван                                      |
| Ивана Поповић                        | Неда Јакшић                               |
| Андријана Оливерић                   | Јуца                                      |
| Татјана Бокан                        | Љиљана                                    |
| Наташа Станишић                      | Тара                                      |
| Иван Томашевић                       | Рака                                      |
| Даница Митић                         | Тамара Арсенијевић                        |
| Бранка Петрић                        | Најстарија млада                          |
| Љиљана Јакшић                        | Грофица                                   |
| Јована Балашевић                     | пословна жена                             |
| Лепомир Ивковић                      | господин са периком                       |
| Радоје Чупић                         | пијанац                                   |
| Јелена Велковски                     | Микицина девојка                          |
| Татјана Венчеловски                  | Марићева колегиница                       |
| Михаило Лаптошевић                   | купац стана                               |
| Вук Салетовић                        | новинар                                   |
| Ивана Велиновић                      | млада плавуша                             |
| Јована Ђорић                         | млада црнка                               |
| Зоран Савковић                       | препродавац                               |

## Епизоде
| Сезона | Сезона | Епизоде | Епизоде | Оригинално емитовање | Оригинално емитовање |
| Сезона | Сезона | Епизоде | Епизоде | Премијера            | Финале               |
| ------ | ------ | ------- | ------- | -------------------- | -------------------- |
|        | 1.     | 25      | 25      | 9. март 2021.        | 13. април 2021.      |
|        | 2.     | 20      | 20      | 18. октобар 2021.    | 12. новембар 2021.   |
|        | 3.     | 50      | 50      | 11. октобар 2022.    | 11. јануар 2023.     |
|        | 4.     | 40      | 40      | 31. децембар 2023.   | 16. фебруар 2024.    |
|        | 5.     | 36      | 36      | 22. децембар 2024.   | 11. фебруар 2025.    |

6.            2025